# Juillet 1850

## Événements
- 2 juillet :
  - Traité de paix de Berlin entre la Prusse et le Danemark. Fin de la première Guerre des Duchés.
  - France : loi Grammont, première loi de protection des animaux domestiques.

- 9 juillet :
  - Début de la présidence Whig de Millard Fillmore aux États-Unis (fin en 1853).
  - Les autorités perses répliquent par l’exécution du Báb sur la place publique. Mírzá Yaḥyá Núrí, dit Subh-i Azal, lui succède à la tête du mouvement.

- 10 juillet, France : ouverture au trafic voyageur de la ligne de Metz à Nancy, sans inauguration officielle[1].

- 16 juillet, France : nouvelle loi sur la presse, restrictive.

## Naissances
- 2 juillet : Robert Ridgway (mort en 1929), ornithologue américain.
- 12 juillet : Otto Schoetensack (mort en 1912), industriel et anthropologue allemand.
- 16 juillet : Lucien Gaulard (mort en 1888), ingénieur en électricité français, inventeur du transformateur électrique.
- 22 juillet : Charles Talamon (mort en 1929), médecin français

## Décès
- 4 juillet : William Kirby (né en 1759), entomologiste anglais.
- 9 juillet : Zachary Taylor, Président des États-Unis
- 12 juillet : Robert Stevenson, ingénieur civil écossais connu pour avoir construit le phare de Bell Rock situé dans la mer du Nord (° 1772).